# 87
Évszázadok: i. e. 1. század – 1. század – 2. század
Évtizedek: 30-as évek – 40-es évek – 50-es évek – 60-as évek – 70-es évek – 80-as évek – 90-es évek – 100-as évek – 110-es évek – 120-as évek – 130-as évek
Évek: 82 – 83 – 84 – 85 –  86 – 87 – 88 – 89 – 90 – 91 – 92

## Események

### Római Birodalom
- Domitianus császárt (helyettese január 13-tól Caius Calpurnius Piso Crassus Frugi Licinianus, májustól Caius Bellicius Natalis Gavidius Tebanianus, szeptembertől Caius Cilnius Proculus) és Lucius Volusius Saturninust (helyettese Caius Ducenius Proculus és Lucius Neratius Priscus) választják consulnak.
- Rómában befejezik Vespasianus és Titus templomát.

### Dák Királyság
- Az idős Duras király visszavonul és Decebalust választják a dákok királyává.

## Születések
- Pothinus, Lugdunum püspöke

## Fordítás
- Ez a szócikk részben vagy egészben  a(z)   87 című német Wikipédia-szócikk ezen változatának fordításán alapul.  Az eredeti cikk szerkesztőit annak laptörténete sorolja fel. Ez a jelzés csupán a megfogalmazás eredetét és a szerzői jogokat jelzi, nem szolgál a cikkben szereplő információk forrásmegjelöléseként.